# Apsithra dohertyi
Apsithra dohertyi is een vlinder uit de familie van de Nymphalidae. De wetenschappelijke naam van de soort is voor het eerst geldig gepubliceerd in 1899 door Frederic Moore.